# Biron (Pirenei Atlantici)
Biron è un comune francese di 605 abitanti situato nel dipartimento dei Pirenei Atlantici nella regione della Nuova Aquitania.

## Società

### Evoluzione demografica
Abitanti censiti